# Brigade Lake
Brigade Lake är en sjö i Kanada.   Den ligger i provinsen British Columbia, i den sydvästra delen av landet, 3 700 km väster om huvudstaden Ottawa. Brigade Lake ligger 892 meter över havet.
I omgivningarna runt Brigade Lake växer i huvudsak barrskog. Runt Brigade Lake är det mycket glesbefolkat, med 3 invånare per kvadratkilometer.